# Aussois
Aussois is een plaats in Frankrijk, in de regio Auvergne-Rhône-Alpes. Aussois ligt in de Franse Alpen, aan de rand van het Parc national de la Vanoise. 

## Geografie
De oppervlakte van Aussois bedraagt 40,8 km².
De onderstaande kaart toont de ligging van Aussois met de belangrijkste infrastructuur en aangrenzende gemeenten.

## Demografie
Onderstaande figuur toont het verloop van het inwonertal (bron: INSEE-tellingen).